# فرنسيسكو لوبيز دي فيلالوبوس
فرنسيسكو لوبيز دي فيلالوبوس (بالإسبانية: Francisco López de Villalobos)‏ هو مترجم وطبيب ومؤلف إسباني، ولد في 1474 في سمورة في إسبانيا، وتوفي في 1549.